# Philippe II de Savoie-Achaïe
Pour les articles homonymes, voir Philippe II et Philippe de Savoie.
Philippe de Savoie, pour lequel on trouve également les formes de Savoie-Achaïe, d'Achaie ou encore de Piémont, né en 1340 et mort probablement octobre 1368 à Veillane (Avigliana), est un seigneur de Piémont (1367-1368). Il est numéroté [II] afin de ne pas le confondre avec son ancêtre, le seigneur Philippe Ier de Savoie-Achaïe.

## Biographie

### Origines
Philippe de Savoie est né en août 1340. Il est le fils de Jacques, seigneur de Piémont, et de sa seconde épouse, Sibylle des Baux, fille de Raymond, seigneur des Baux,.
Fiancé en 1361 à Marie de Genève, fille du comte Amédée III,, il épouse le 19 septembre 1362 Alix de Thoire-Villars, dame de Montgiffond, fille de Humbert [V], seigneur de Thoire et Villars. Ils n'ont pas d'enfant.

### Succession progressive
Son père Jacques lui lègue ses droits sur la Morée en 1346,, ce qui indique selon Bruno Galland que le seigneur de Piémont « [considérait] que ses prétentions [sur la principauté] avaient quelque valeur ». En 1359, Jacques associe Philippe à la gouvernance sur le Piémont. Cependant, cette préparation à la succession se fait sans en avertir le comte de Savoie, Amédée VI, pourtant son suzerain. Le comte Amédée qui n'attendait qu'une occasion pour déclarer la guerre et affirmer toute son autorité sur le Piémont déclare la guerre en octobre de la même année : un mois plus tard les Savoie-Achaïe sont obligés de signer un compromis et de remettre officiellement le Piémont à la branche aînée des Savoie, au mois de mai 1360.

### Spoliation de son héritage
Son père Jacques nomme, dans son testament de 1367, pour héritiers ses fils Amédée et Louis, issus de son dernier mariage avec Marguerite de Beaujeu, délestant Philippe, issu du précédent mariage et héritier légitime.
Spolié, Philippe se soulève contre son père, puis contre Marguerite de Beaujeu, après la mort de son père le 17 mai 1367, recevant notamment le soutien de la famille Visconti, de Milan, du marquis de Saluces, Frédéric Ier, ainsi que des Routiers. La rébellion de Philippe est perçue comme une trahison Son parent, le comte de Savoie, Amédée VI, profite de ce conflit pour intervenir et prendre le parti du jeune Amédée, qui ne représente pas de véritable menace pour à ses intérêts. Philippe est forcé à se rendre en 1368. Il est arrêté et emprisonné à Rivoli, selon un acte du 23 septembre 1368. Il est accusé notamment d'avoir exécuté des officiers relevant du comte de Savoie et condamné peu de temps après.

### Mort
Le lieu de sa mort est incertain. L'archiviste paléographe Louis de Mas Latrie (1815-1897) indique qu'il serait « mort dans sa prison peut-être de mort volontaire, au mois d'octobre de la même année. » (1368). Le site de généalogie Foundation for Medieval Genealogy donne pour lieu de sa mort le château de Veillane, dans le courant du mois d'octobre 1368.
La tradition raconte qu'il aurait été noyé dans le lac d'Aveillane (Avigliana), en 1368,. La mort par noyade était la peine encourue pour crimes contre l'État par les grands personnages du comté de Savoie jugés coupables.